# Rahmatou Seck Samb
Rahmatou Seck Samb, née le 10 avril 1953 à Bargny, est une romancière sénégalaise. 

## Biographie
Née en 1953 à Bargny au Sénégal, son père, Issa Seck, était « un vieil instituteur de la prestigieuse école coloniale William Ponty, qui très tôt [lui a] fait aimer les belles lettres ». Mariée à dix-neuf ans, elle épouse un fonctionnaire des Nations unies qu'elle accompagne durant vingt-cinq années dans ses différents postes d'affectation : Genève, Athènes, New York, Kinshasa, Bujumbura, Conakry, Ouagadougou, Addis-Abeba. Rahmatou Seck Samb est titulaire d'une licence en Droit et d'un DEA en Économie du Développement,.

## Ouvrages
- À l’ombre du Négus rouge, janvier 2003[3].